# Euphorbia estevesii
Euphorbia estevesii là một loài thực vật có hoa trong họ Đại kích. Loài này được N.Zimm. & P.J.Braun mô tả khoa học đầu tiên năm 2000.